# Berthold Sternegger
Berthold Sternegger (* 29. November 1713 in Rossatz; † 24. Jänner 1793 in Graz) war ein österreichischer Benediktiner und der letzte Abt des Stiftes St. Lambrecht vor der josephinischen Aufhebung.

## Leben
Berthold Sternegger trat 1730 in das Stift St. Lambrecht ein und wurde 1737 Priester. Von 1748 bis zu seiner Wahl zum Abt 1760 war er Schatzmeister in Mariazell und gab als solcher eine Geschichte des Wallfahrtsortes anlässlich der 600-Jahr-Feier heraus. Auch die Mirakelbücher führte er weiter.
Während seiner Amtszeit wurde das Kloster im März 1786 von Kaiser Josef II. aufgehoben und sein Vermögen dem staatlichen Religionsfonds einverleibt. Abt Berthold verlebte seine letzten Jahre in Graz, wo er 1793 starb. Sein Epitaph ist an der Außenwand der Pfarrkirche St. Leonhard erhalten.

## Werke
- Sechstes Jahr-Hundert der zu Mariam nach Cell in Steyermark angefangenen Wallfahrt, mit dazu gehörigen Nachrichten. Steyr, 1758